# Ángel Hernández Zoido
Ángel Hernández Zoido (Madrid, 1962) és un editor de cinema espanyol que ha treballat amb directors destacats com Icíar Bollaín, David Trueba i Miguel Albadalejo i ha guanyat un Goya al millor muntatge.
Va començar a treballar al cinema el 1981 com a noi dels encàrrecs a la productora La linterna mágica de Basilio Martín Patino. Després va ingressar com a auxiliar de producció a Televisió Espanyola. Va debutar com a editor de cinema en la dècada del 1990 amb curtmetratges, fins que el 1995 debuta amb el primer llargmetratge Hola, ¿estás sola?. Després va treballar a La buena vida el 1996 i Gitano el 2000. El 2002 va guanyar el Goya al millor muntatge pel seu treball a La caja 507. Posteriorment fou nominat al Goya al millor muntatge pels seus treballs a Te doy mis ojos (2003), También la lluvia (2010) i Tarde para la ira (2016). El 2011 va guanyar el premi al millor muntatge al Festival de Màlaga pel seu treball a ¿Para qué sirve un oso?.

## Filmografia (selecció)
- 2018 Animales sin collar
- 2017 El autor
- 2016 Tarde para la ira
- 2015 Ocho apellidos catalanes
- 2014 Ocho apellidos vascos
- 2012 El muerto y ser feliz
- 2010 Que se mueran los feos
- 2010 También la lluvia
- 2010 ¿Para qué sirve un oso?
- 2009 La mujer sin piano
- 2008 Fuera de carta
- 2008 Eloxio da distancia
- 2008 Últimos testigos: Fraga y Carrillo
- 2007 Mataharis
- 2007 Bajo las estrellas
- 2007 La torre de Suso
- 2006 Mujeres en el parque
- 2006 Lo que sé de Lola
- 2006 Goodbye, América
- 2005 La noche del hermano
- 2005 Malas temporadas
- 2005 El tren de la memoria
- 2004 Nubes de verano
- 2004 El año del diluvio
- 2003 La flaqueza del bolchevique
- 2003 Te doy mis ojos
- 2002 La caja 507
- 2002 El otro lado de la cama
- 2001 El cielo abierto
- 1999 Flores de otro mundo
- 1999 Zapping
- 1998 La primera noche de mi vida
- 1997 Niño nadie
- 1995 Hola, ¿estás sola?